# Misty Hyman
Misty Dawn Marie Hyman, född 23 mars 1979 i Mesa i Arizona, är en amerikansk före detta simmare.
Hyman blev olympisk guldmedaljör på 200 meter fjärilsim vid sommarspelen 2000 i Sydney.